# Gul dropplav
Gul dropplav (Cliostomum corrugatum) är en lavart som först beskrevs av Erik Acharius, och fick sitt nu gällande namn av Elias Fries. Gul dropplav ingår i släktet Cliostomum och familjen Ramalinaceae.  Arten är reproducerande i Sverige. Inga underarter finns listade i Catalogue of Life.